# Ariary
Der Ariary ist die Währung von Madagaskar. Er löste am 1. August 2003 den Madagaskar-Franc ab. 1 Ariary ist unterteilt in 5 Iraimbilanja. Damit gehört die madagassische Währung wie der Ouguiya Mauretaniens zu den beiden Währungen, die vom Dezimalsystem abweichen. Der Umrechnungskurs ist 1 Ariary = 5 Madagaskar-Francs, damit entspricht ein Iraimbilanja genau einem Madagaskar-Franc. Der Wert in Madagaskar-Franc war auf den Banknoten bis Mitte 2009 immer noch aufgedruckt, wenn auch kleiner. Zwischen Juni 2009 und Januar 2010 wurden neue Banknoten zu 2000, 5000 und 10.000 Ariary herausgegeben, auf denen der Wert in Francs nicht mehr dargestellt ist. Grund für die Einführung der neuen Währung ist nach Angaben der madagassischen Zentralbank die Einführung des Euro in der EU, durch den der bisher genutzte Franc seine Entsprechung in Frankreich verloren hat.
Die Währungsbezeichnung Ariary leitet sich vom arabischen ar-riyāl her, dem Namen für die silbernen 8-Reales-Münzen, die am Ende des 18. Jahrhunderts von Südamerika bis Ostafrika verbreitet waren.
Ab 1962 zeigten Banknoten neben der Nominale in Franc auch den entsprechenden Wert in Ariary. Die ersten Münzen, die nur eine Wertangabe in Ariary aufwiesen erschienen 1978. Vor allem in der Hauptstadt Antananarivo und im Kleinpreis-Segment bis 1000 Francs/200 Ariary wurde die Währungseinheit Ariary während der Franc-Zeit weiterhin verwendet.

## Münzen und Banknoten

### Münzen
Alle seit 1965 ausgegebenen Münzen sind derzeit noch gesetzliches Zahlungsmittel, obwohl einige Werte nur die alte Wertangabe in Franc Malagasy tragen. Bereits seit 1978 werden Münzen zu 10 und 20 Ariary ohne entsprechende Wertangabe in Franc herausgegeben. Die in der Tabelle kursiv geschriebenen Wertstufen werden nicht mehr neu geprägt.

Vorder- und Rückseite einer 2000-Ariary-Banknote (ca. 2008, bereits ohne Angabe der zweiten Währungsbezeichnung FRANCS)

Vorderseite zweier 5000-Ariary-Banknoten: oben ursprüngliches Design von 2004 mit Zusatz 25 000 FRANCS; unten: verändertes Design ohne Angabe von Francs

| Wert                   | Name              | Abbildung | Form   |
| ---------------------- | ----------------- | --------- | ------ |
| 1 Franc                | Iraimbilanja      |           | rund   |
| 2 Francs               | Venty sy Kirobo   |           | rund   |
| 5 Francs               | Ariary            |           | rund   |
| 1 Ariary               | Ariary            |           | rund   |
| 10 Francs              | Ariary Roa        |           | rund   |
| 2 Ariary               | Ariary Roa        |           | rund   |
| 20 Francs              | Ariary Efatra     |           | rund   |
| 5 Ariary               | Ariary Dimy       |           | rund   |
| 10 Ariary alte Version | Ariary Folo       |           | rund   |
| 10 Ariary              | Ariary Folo       |           | 7-Eck  |
| 20 Ariary alte Version | Roapolo Ariary    |           | rund   |
| 20 Ariary              | Roapolo Ariary    |           | 10-Eck |
| 50 Ariary              | Dimam-Polo Ariary |           | 11-Eck |

### Banknoten
Zwischen Juli und September 2017 wurde eine neue Serie ausgegeben, die nur noch Wertangaben in Ariary trägt. Die vorherige Serie von 2004 war bis zum 1. Januar 2020 gültiges Zahlungsmittel, die alten Banknoten können bei der Zentralbank gegen neue Banknoten umgetauscht werden.
Folgende Banknoten sind im Umlauf:
- 100 (ariary zato) Ariary
- 200 (roan-jato) Ariary
- 500 (diman-jato) Ariary
- 1000 (arivo) Ariary
- 2000 (roa arivo) Ariary
- 5000 (dimy arivo) Ariary
- 10.000 (iray alina) Ariary
- 20.000 (roa alina) Ariary